# Anomiopus globosus
Anomiopus globosus är en skalbaggsart som beskrevs av Canhedo 2006. Anomiopus globosus ingår i släktet Anomiopus och familjen bladhorningar. Inga underarter finns listade i Catalogue of Life.